# Иголкин, Сергей Яковлевич
Серге́й Я́ковлевич Иго́лкин (7 июля 1927, Татарск, Барабинский округ, Сибирский край, РСФСР — 6 марта 2017, Владимир, РСФСР) — советский партийный деятель, второй секретарь Владимирского обкома КПСС (1987—1989). Лауреат Премии Совета Министров СССР.

## Биография
В 1951 г. окончил Уральский политехнический институт имени Кирова. Работал на Муромском радиозаводе: механик цеха, заместитель начальника цеха, и. о. директора завода.
С 1961 г. — на партийной работе:
- 1962—1970 гг. — секретарь Муромского городского комитета КПСС, затем — заведующий отделом оборонных отраслей промышленности Владимирского областного комитета КПСС,
- 1970—1974 гг. — первый секретарь Владимирского городского комитета  КПСС,
- 1974—1987 гг. — секретарь Владимирского областного комитета КПСС (курировал строительную отрасль),
- 1987—1989 гг. — второй секретарь Владимирского областного комитета КПСС.

## Награды и звания
Награждён орденом Октябрьской революции, двумя орденами Трудового Красного Знамени, орденом «Знак Почёта», нагрудным знаком «Почётный строитель России». 
Лауреат премии Совета Министров СССР. 
Почётный гражданин Владимирской области.